# Deutsches Romantik-Museum

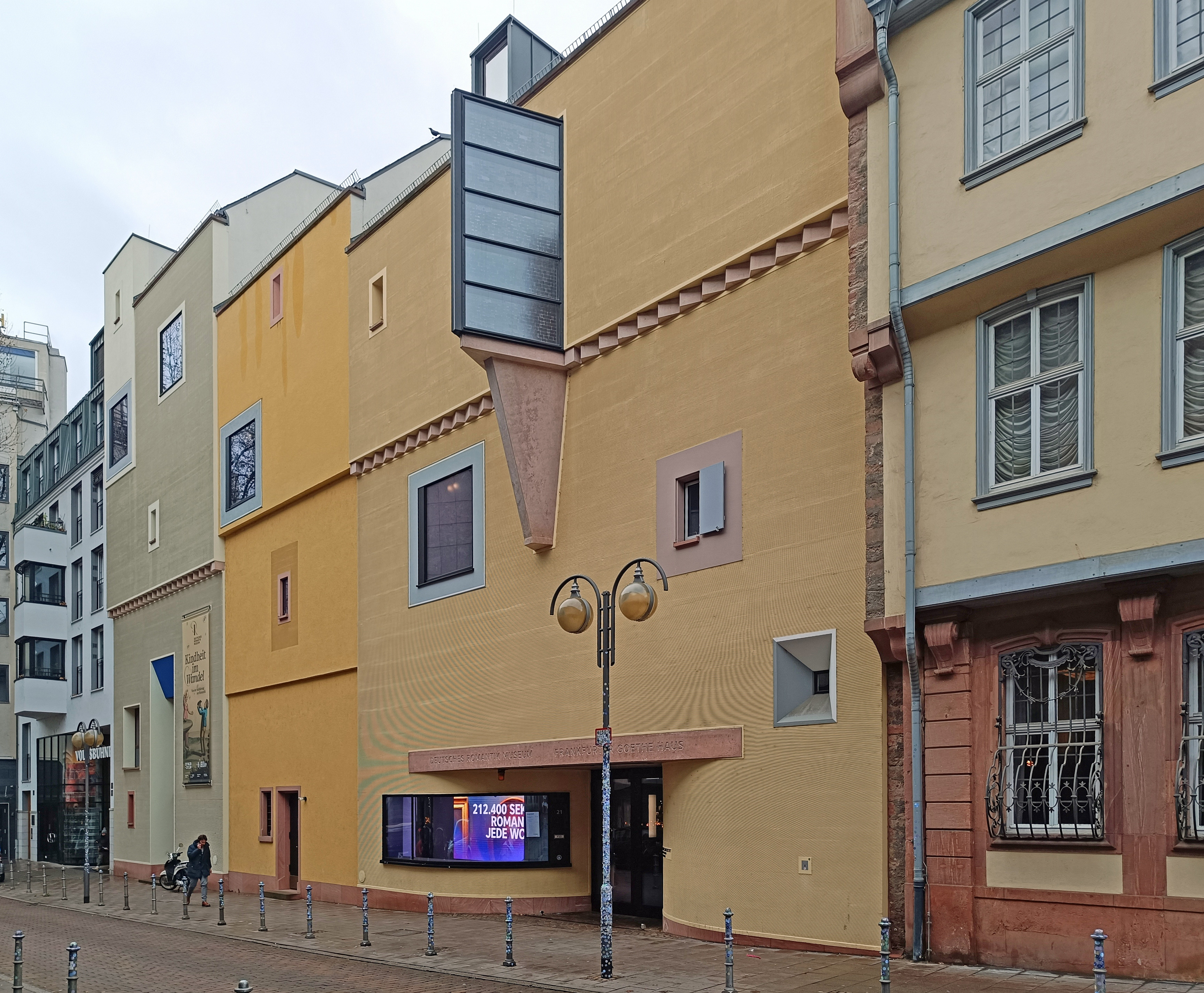
Eingang des Deutschen Romantik-Museums, zwischen den Goethehöfen mit der Volksbühne (links) und dem Goethe-Haus (rechts)

Das Deutsche Romantik-Museum in Frankfurt am Main wurde am 14. September 2021 eröffnet und zeigt die umfangreiche Sammlung von Handschriften, Briefen und Gemälden der deutschen Romantik, die das Freie Deutsche Hochstift seit 1911 zusammengetragen hat. Der Museumsbau ist Teil des Gebäudekomplexes der Goethehöfe, der neben dem Goethe-Haus am Großen Hirschgraben 17–21 errichtet wurde. Bis 2012 hatte dort der Börsenverein des Deutschen Buchhandels seinen Sitz.

## Geschichte
Erste Vorschläge für ein Romantik-Museum stammten bereits von Ernst Beutler, dem langjährigen Leiter des Hochstiftes und Begründer der Sammlung. Das für die Ausstellung vorgesehene Gebäude, das Stammhaus der Familie Brentano in der Großen Sandgasse, fiel jedoch den Luftangriffen auf Frankfurt am Main im Zweiten Weltkrieg zum Opfer.
Mit dem Auszug des Börsenvereins ergab sich die Möglichkeit, das freiwerdende Grundstück Großer Hirschgraben 17–21 für das Romantik-Museum zu nutzen. Das Goethe-Haus wurde in das neue Museum integriert.
Als Anfang 2013 bekannt wurde, dass die Stadt Frankfurt überraschend aus dem Kreis der Geldgeber ausschied, spendete der Kunsthändler Karsten Greve für den Anbau des geplanten neuen Deutschen Romantik-Museums eine Million Euro. Seither galt er als treibende Kraft der Spendeninitiative für den Bau des Literaturmuseums, so dass die Finanzierung für das Museum gesichert ist.
Das Projekt erfordert Finanzmittel von 16 Millionen Euro, von denen acht Millionen durch Zuschüsse des Landes Hessen und der Bundesrepublik Deutschland gesichert wurden. Acht Millionen musste das Hochstift selbst finanzieren.
Zu dem im Oktober 2013 ausgeschriebenen Architektenwettbewerb unter dem Namen Goethehöfe waren 15 Büros eingeladen. Die Jury vergab im Juni 2014 drei zweite Preise und forderte die Preisträger auf, ihre Entwürfe innerhalb von zwei Monaten bis zur endgültigen Entscheidung nachzubessern. Da die Zuschüsse des Bundes an eine rasche Realisierung der Planung gebunden waren, verzichtete die Jury auf eine Neuausschreibung des Wettbewerbs.
Am 24. September 2014 entschied die Jury sich einstimmig für eine Kombination zweier Entwürfe als Planungsgemeinschaft: den städtebaulichen Entwurf des Ensembles „Goethehöfe – Deutsches Romantik-Museum“ des Büros Landes & Partner, das auch die Goethehöfe, die Wohnungen und die Integration des Cantate-Saals realisieren wird, und den Museumsneubau des Büros Christoph Mäckler. Die beiden Büros bilden eine Planungsgemeinschaft.
Der Spatenstich für das Projekt erfolgte am 13. Juni 2016. Am 11. September 2017 feierte das Romantik-Museum Richtfest. Das gesamte Bauprojekt umfasst neben dem Deutschen Romantik-Museum eine innerstädtische Wohnanlage, einen großzügigen Hof sowie eine Spielstätte für die Fliegende Volksbühne. Die Eröffnung des Museums war ursprünglich für den August 2019 vorgesehen, verzögerte sich aber aufgrund unerwarteter Schwierigkeiten bei den Abrissarbeiten und der Insolvenz zweier beteiligter Bauunternehmen. Zum neuen Eröffnungstermin am 14. September 2021 gab es eine Lichtprojektion des Künstlers Robert Seidel auf der Fassade, gezeigt werden dauerhaft Gemälde von Caspar David Friedrich (Der Abendstern) und anderen Romantikern; die Ausstellung will aber auch die dunkle Seite der Zeit darstellen. Im neugestalteten Innenhof wächst ein Garten heran.

## Architektur

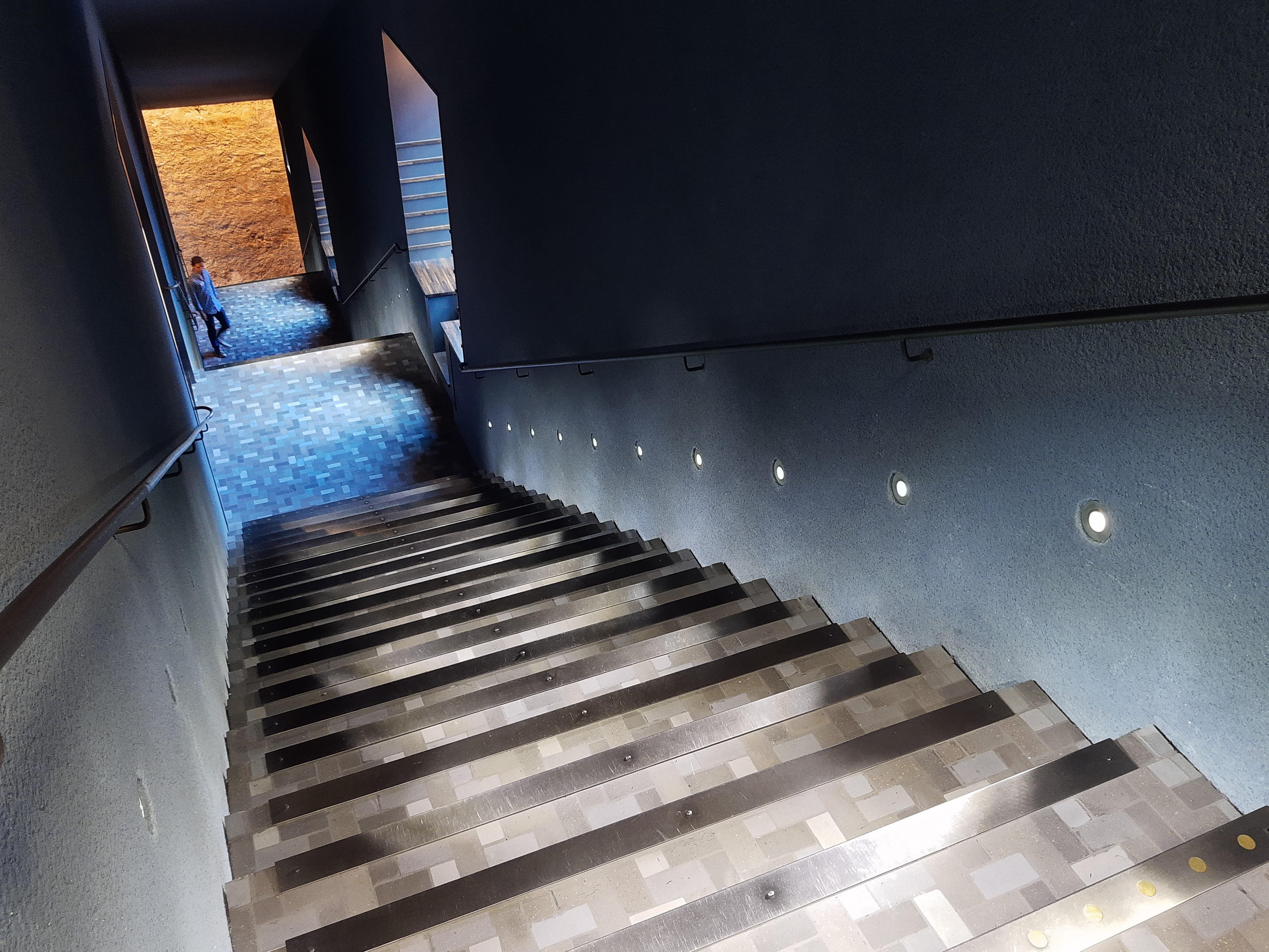
Innenansicht, Treppe zu den Ausstellungsräumen, sogenannte „Himmelsleiter“ (Blick aus dem ersten Stock abwärts, 2022)

Die Architektur des Museums erschließt sich von innen: „Die Ausstellungsstücke sind das, wofür das Museum eigentlich gebaut wurde“, so der Architekt Christoph Mäckler, „... wir hätten eigentlich eine zubetonierte Fassade machen müssen“ für den Lichtschutz des Kulturguts; neben dem Goethe-Haus könne man natürlich keine fensterlose Fassade errichten. Die Kleinteiligkeit der modernen Fassade mit – von außen gesehen – drei Häusern mit vertikalen Fassaden und verschiedenen Eingängen stärkt die Erscheinung des Goethe-Hauses. Hinter der Straßenfassade und den Fenstern, die wegen der UV-Lichtempfindlichkeit von Exponaten und Archivalien nur hier gesetzt werden konnten, verbirgt sich eine perspektivisch verlängerte Treppe, die Himmelstreppe als ein Bauteil illusionärer Art, zu den oberen zwei Etagen als Haupttreppe. Der blaue Erker nahe dem Goethe-Haus symbolisiert die Blaue Blume der Romantik.

## Auszeichnung
- 2022: Hartmut-Vogel-Preis für Literaturvermittlung